# Barabanki (huyện)
Huyện Barabanki là một huyện thuộc bang Uttar Pradesh, Ấn Độ. Thủ phủ huyện Barabanki đóng ở Barabanki. Huyện Barabanki có diện tích 3825 ki lô mét vuông. Đến thời điểm năm 2001, huyện Barabanki có dân số 2673394 người.